# یواس‌اس نانشان (ای‌جی-۳)
یواس‌اس نانشان (ای‌جی-۳) (به انگلیسی: USS Nanshan (AG-3)) یک کشتی بود که طول آن ۲۹۵ فوت ۸ اینچ (۹۰٫۱۲ متر) بود. این کشتی در سال ۱۸۹۶ ساخته شد.